# 신안 도초 고란리 석장승
신안 도초 고란리 석장승(新安 都草 古蘭里 石長생)은 대한민국 전라남도 신안군 도초면 고란리에 있는 석장승이다. 2005년 2월 26일 전라남도의 문화재자료 제254호로 지정되었다.

## 개요
고란리 장승은 마을 입구 ＇장석거리＇ 또는 ＇삼거리＇ 라고 불리는 곳에 서 있다. 화강석으로 형태는 머리에 약 30cm 높이의 갓모양의 모자를 쓰고 몸에 도포형의 긴 옷을 걸친 모습이다. 어깨에서부터 반듯이 내린 소맷자락 아래로 다섯 개의 손가락이 펼쳐져 있다. 80cm 길이의 얼굴은 290cm의 장승 전체 크기에 비해 다소 긴 편이다. 커다란 타원형의 눈이 툭 튀어나와 있고, 좁은 양미간에서 길게 내려 온 삼각형 코는 두툼하며 투박한 느낌을 준다. 한편 얼굴 측면의 귀는 길고 두툼하게 이어 내려와 투박하면서도 일면 석가모니 귀처럼 부드러운 느낌을 준다. 입의 묘사는 또 다른 느낌을 준다. 행인에게 위압감을 주려는 의도에서였는지, 윗니 아랫니를 드러낸 형상인데, 오히려 웃는 모습같이 보이기도 한다. 장승의 전체적인 인상은 일견 투박하고 위압적인 느낌을 주는 듯하면서도 차츰 접할수록 오히려 포근하고 익살스러운 느낌을 준다. 몸에 새겨진 명문은 없고 뒷면에 건립년대(乙丑十三年：을축십삼년)가 새겨져 있다.
고란리 장승의 유래는 마을의 액운과 살(煞)을 막아 주민을 보호하는 마을 수호의 기능과 관련 있다. 원래 목장승을 세웠는데 1938년에는 석장승으로 바꾸어 세워 현재에까지 이른다. 장승 뒷면에는 ＇乙丑十三年(을축십삼년)＇ 이라고 새겨져 있는데 본래는 ＇昭和十三年(소화십삼년)＇ 이라고 새겨져 있었는데 광복후 ＇乙丑(을축)＇ 을 새겨 넣었다고 한다. 이 석장승은 도초면내에 거주하던 석공(石工)들을 불러 제작케 했다고 한다.
고란리 장승의 관련 의례로 마을 공동 제사인 당제가 있다. 현재는 당제가 단절되었지만 과거에는 상당제와 하당제로 나뉘어 성대하게 지내던 제사였다. 하당제의 신체가 석장승이다. 제의 후에는 일종의 굿놀이인 죽마제(竹馬祭)를 지냈던 것으로 전한다.
신안도초고란리석장승은 원래 목장승이었고 주변에서 당제를 진행하던 전통적 민속공동체 신앙물이며 1938년에 세운 장승으로 조형성이 있고, 도서지방의 장승으로 귀중한 민속적 가치가 있다.

## 참고 자료
- 신안도초고란리석장승 - 국가유산청 국가유산포털